# Recopa de Europa de waterpolo masculino
La Recopa de Europa de waterpolo masculino era la segunda competición europea para clubs masculinos de waterpolo. En 2003 dejó de celebrarse y cogió ese protagonismo la Copa LEN de waterpolo masculino.

## Palmarés[1]
- 2002-03:  Carpisa Posillipo Naples
- 2001-02:  Vasas Plaket
- 2000-01:  Rari Nantes Florentia
- 1999-00:  Dinamo Moscú
- 1998-99:  Mladost Zagreb
- 1997-98:  Ferencváros T.C.
- 1996-97:  NO Vouliagmeni
- 1995-96:  INA Assitalia Roma
- 1994-95:  Vasas SC
- 1993-94:  Miglioli Pescara
- 1992-93:  Oro d'Abruzzo Pescara
- 1991-92:  CN Catalunya
- 1990-91:  Partizan Belgrado
- 1989-90:  Sisley Pescara
- 1988-89:  Rari Nantes Arenzano
- 1987-88:  CN Posillipo Napoli
- 1986-87:  VK Mornar Split
- 1985-86:  Vasas SC
- 1984-85:  Dinamo Moscú
- 1983-84:  POŠK Split
- 1982-83:  CSK VMF Moscú
- 1981-82:  POŠK Split
- 1980-81:  CSK VMF Moscú
- 1979-80:  Ferencváros T.C.
- 1978-79:  KPK Korcula
- 1977-78:  Ferencváros T.C.
- 1976-77:  MGU Moscow
- 1975-76:  Mladost Zagreb
- 1974-75:  Ferencváros T.C.